# Conus suturatus
Espèce
Statut de conservation UICN

 LC  : Préoccupation mineure
Conus suturatus est une espèce de mollusques gastéropodes marins de la famille des Conidae.
Comme toutes les espèces du genre Conus, ces escargots sont prédateurs et venimeux. Ils sont capables de « piquer » les humains et doivent donc être manipulés avec précaution, voire pas du tout.

## Description
La taille de la coquille varie entre 25 mm et 43 mm. La couleur de la coquille est jaunâtre ou blanc rosé, avec de larges bandes brun clair. La spire et la base de la coquille sont sulcées. 

## Distribution
Cette espèce marine est présente dans l'océan Indien oriental, dans l'océan Pacifique occidental et au large de l'Australie (Territoire du Nord, Queensland et Australie-Occidentale).

### Niveau de risque d’extinction de l’espèce
Selon l'analyse de l'UICN réalisée en 2011 pour la définition du niveau de risque d'extinction, il s'agit d'une espèce à large spectre dont l'étendue s'étend de la Papouasie-Nouvelle-Guinée au Nord-Ouest de l'Australie et au Queensland, avec une sous-espèce à Hawaï. Elle a également été signalée aux Philippines. Cette espèce est largement distribuée, ne semble pas faire l'objet de menaces majeures et se trouve probablement dans des zones marines protégées dans toute son aire de répartition. 160 ; Elle est classée dans la catégorie "préoccupation mineure".

## Taxonomie

### Publication originale
L'espèce Conus suturatus a été décrite pour la première fois en 1844 par l'éditeur et naturaliste britannique Lovell Augustus Reeve dans « Conchologia Iconica, or, illustrations of the shells of molluscous animals »,.

### Synonymes
- Conus (Tesselliconus) suturatus Reeve, 1844 · appellation alternative
- Conus hawaiensis Kaicher, 1956 · non accepté
- Conus turbinatus G. B. Sowerby II, 1858 · non accepté
- Lithoconus suturatus (Reeve, 1844) · non accepté
- Tesselliconus suturatus (Reeve, 1844) · non accepté

### Sous-espèces
- Conus suturatus sandwichensis Walls, 1978, accepté en tant que Conus sandwichensis Walls, 1978 (original rank)
- Conus suturatus kashiwajimensis Shikama, 1971 (incertain > taxon inquirendum)